# Energija fotona
Energija fotona je energija, ki jo prenaša en sam foton. Velikost energije je premo sorazmerna s fotonovo elektromagnetno frekvenco in je torej obratno sorazmerna z valovno dolžino. Višja kot je frekvenca fotona, višja je njegova energija. Ekvivalentno, daljša kot je fotonova valovna dolžina, nižja je njegova energija.
Energija fotona se lahko izrazi v katerikoli enoti za energijo. Med vsemi enotami se najbolj obneseta elektronvolt (eV) in džul oz. joule (tudi njegovi večkratniki, recimo mikrojoule). Ker je en joule enak 6.24 × 1018 eV, so večje enote bolj uporabne, ko imamo opravka z višjimi frekvencami in s tem energijami, recimo z gama žarki, niso pa uporabno pri nižjih frekvencah in energijah, kot recimo pri radijskih žarkih.

## Formula
Enačba za energijo fotona je:
{\displaystyle E={\frac {hc}{\lambda }}\!\,,}
kjer je E energija fotona, h Planckova konstanta, c svetlobna hitrost v vakuumu in λ valovna dolžina fotona. Ker sta tako h in c oba konstanti, se energija fotona E spremeni v nasprotni smeri kot valovna dolžina λ.
Da se najde energijo fotona v elektronvoltih, se uporabi valovno dolžino v mikrometrih, enačba pa se spremeni v približno
{\displaystyle E/{\text{eV}}={\frac {1,2398}{\mathrm {\lambda } /{\text{μm}}}}\!\,.}
Torej energija fotona pri valovni dolžini 1 μm ustreza območju infrardečega sevanja, oz. približno 1,2398 eV.
Ker velja {\displaystyle {\frac {c}{\lambda }}=f}, kjer je f frekvenca, potem se lahko enačba za energijo fotona poenostavi v:
{\displaystyle E=hf\!\,.}
Ta enačba je znana tudi kot Planck-Einsteinova relacija. Če se nadomesti h z njegovo vrednostjo v enoti J⋅s in f z njegovo vrednostjo v hertzih, potem se dobi energijo fotona v joulih. Iz tega sledi, da je energija fotona ob frekvenci 1 Hz enaka 6,62606957 ×10−34 joulov  4,135667516 ×10−15 eV.
V kemiji in optičnem inženirstvu se pogosto uporablja,
{\displaystyle E=h{\nu }\!\,.}
kjer je h Planckova konstanta in grška črka ν (ni) frekvenca fotona.

## Zgledi
FM radio sprejema fotone na 100 MHz z energijo približno 4,1357 ×10−7 eV. Ta majhna energija bi imela maso približno 8 ×10−13 krat elektronove (preko ekvivalentnosti mase in energije).
Zelo visoko energijski gama žarki imajo energije fotonov od 100 GeV do 100 TeV (1011 do 1014 elektronvoltov) ali 16 nanojoulov do 16 mikrojoulov. To predstavlja frekvence med 2,42 ×1025 in 2,42 ×1028 Hz.
Med fotosintezo posebne molekule klorofila absorbirajo fotone rdeče svetlobe na valovni dolžini 700 nm v fotosistemu I, kar predstavlja energijo vsakega fotona ≈ 2 eV ≈ 3 ×10−19 J ≈ 75 kBT, kjer kBT označuje termalno energijo. Za sintezo ene molekule glukoze iz CO2 in vode je potrebnih najmanj 48 fotonov (kemijska potencialna razlika 5 ×10−18 J) z minimalno energijsko učinkovitostjo 35 %.